# 奥古斯特·艾格鲁贝尔

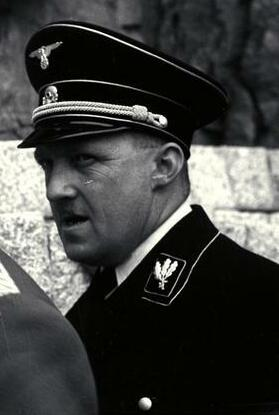
奥古斯特·艾格鲁贝尔

奥古斯特·艾格鲁贝尔（德語：August Eigruber；1907年4月16日—1947年5月28日）是一位生于奥地利的纳粹德国官员，曾担任大區領導、帝國總督以及州长。战后，在毛特豪森审判中，他被判犯有战争罪，被绞刑处决。